# Торсионна везна
Торзионната везна служи за измерване на малки сили, като се отчита ъгъла на усукване на еластична нишка. Изобретен е през 1777 г. от френския физик Шарл дьо Кулон. Състои се от тънка кварцова или метална нишка, горния край на която е закрепен, а на долния е окачена лека кобилица. Измерваната сила действа върху прикрепеното в края на кобилицата тяло и усуква нишката под даден ъгъл. След като се знае дирекционния момент на нишката, чрез ъгъла на усукване може да се определи големината на силата.